# Cécile Broché
Cécile Broché is een Belgische violiste, componiste en muziekpedagoog. Ze is opgeleid in klassieke muziek, hedendaagse muziek, improvisatie en jazz.

## Muzikale carrière
Cécile Broché studeerde viool en kamermuziek aan het Koninklijk Conservatorium Luik en het Koninklijk Conservatorium Brussel bij onder andere Philip Hirshorn, Izumi Okubo, Didier Lockwood en Garrett List. Vervolgens studeerde ze compositie aan het Brusselse conservatorium bij Peter Swinnen. 
Als violist maakte Broché deel uit van verschillende projecten, zoals hedendaagse muziekensembles, vrije improvisatie, samenwerkingen met dansers, acteurs, visuele artiesten en jazzmuzikanten en solovoorstellingen. Ze trad op in binnen- en buitenland in samenwerking met artiesten als Barre Philips, Diederick Wissels, David Linx, Erwin Vann, Frederic Rzewski, Borah Berckman en Daniel Carter.
Als componist schrijft ze voor theater en dans, en gaat ze op tournee met haar eigen werken. In haar composities gaat ze onder andere op zoek naar het potentieel en de mogelijkheden die kenmerkend zijn voor de elektrische viool: ritmes, melodieën, klankbeelden ... 

## Discografie

### Eigen werk
| Jaar | Titel          | Uitvoerders                                                        |
| ---- | -------------- | ------------------------------------------------------------------ |
| 2004 | Violin@NewYork | Cécile Broché                                                      |
| 2008 | Soundscapes    | Etienne Bouyer en Cécile Broché                                    |
| 2018 | Kartinka       | Cécile Broché, Antoine Cirri en Jacques Pirotton                   |
| 2023 | 3D@Paris       | Cécile Broché in samenwerking met Satoshi Takeishi en Russ Lossing |

### Samenwerkingen
| Jaar | Titel                     | Samenwerking met                                     |
| ---- | ------------------------- | ---------------------------------------------------- |
| 1995 | The Unbearably Light      | Garrett List                                         |
| 1996 | Bois, Metal Et... Pierre  | Pierre Jacob                                         |
| 1996 | From this day forward     | Diederik Wissels                                     |
| 1998 | The Voyage                | Garrett List                                         |
| 1999 | Worlds                    | Erwin Vann                                           |
| 2001 | Heartland                 | David Linx, Diederik Wissels en Paolo Fresu          |
| 2002 | Agada                     | John Arcadius                                        |
| 2003 | Full Moon                 | Sweet Jane                                           |
| 2003 | De l'aube au crépuscule   | Olivier Collette                                     |
| 2003 | Out of the night          | The Chris Joris Experience                           |
| 2004 | "Live" Into the night     | The Chris Joris Experience en Brotherhood Of Sangoma |
| 2005 | Tentovië                  | Kraafs                                               |
| 2006 | Between the two solstices | Michel Mainil Enter Project                          |
| 2007 | Chienne de vie            | Farida Zouj                                          |
| 2014 | 11 slams                  | Jean-Louis Aisse                                     |
| 2014 | Topoï                     | Fabienne Coppens en Pascale Snoeck                   |
| 2015 | Erratic Tailz             | Wofo                                                 |
| 2016 | Wintersweet sixteen       | Tod Capp's Mystery Train                             |
| 2018 | Dark down in aurora       | Lou Grassi Quartet                                   |
| 2019 | Face Dial                 | Farida Amadou, Alec Ilyine en Dirk Wachtelaer        |
| 2019 | LE¹⁰ 18—05                | Raphael Malfliet Large Ensemble                      |
| 2021 | P60LO FR3SU               | Paolo Fresu                                          |
| 2022 | Again alors ?             | Eclectic Maybe Band                                  |
| 2023 | Bars without measures     | Eclectic Maybe Band                                  |
| 2023 | Ondes                     | Marie-Sophie Talbot                                  |
| 2023 | Until the darkness fades  | Chris Joris                                          |

- Bibliothèque nationale de France: cb16658736x (data)
- International Standard Name Identifier: 0000 0004 7601 269X
- MusicBrainz: f3125c2b-dc11-4242-954b-cd35cf51792c
- Virtual International Authority File: 295029637
- WorldCat: E39PCGYtK7htPGqKY8Y8YvMxCP